# 市橋秀夫 (精神科医)
市橋 秀夫（いちはし ひでお、1943年（昭和18年） - ）は、日本の医学者・精神科医。専門は、精神病理学・児童精神医学・精神療法。元福島大学教授。学位は、医学博士。統合失調症とパーソナリティ障害の臨床と研究で知られる。その臨床経験から精神療法家として知られており、著書も多い。

## 来歴
- 1943年（昭和18年） - 東京都葛飾区柴又に生まれる[4]
- 1968年（昭和43年） - 東京医科歯科大学医学部卒業。東京医科歯科大学神経精神医学教室入局
- 1972年（昭和47年） - 東京都立松沢病院医員。東京都精神医学総合研究所兼務研究員
- 1979年（昭和54年） - 東京都立墨東病院精神神経科医長
- 1980年（昭和55年） - 医学博士（東京医科歯科大学）[3]
- 1987年（昭和62年） - 福島大学教育学部助教授
- 1990年（平成2年） - 福島大学大学院教育学研究科教授
- 1995年（平成7年） - 市橋クリニック開院

市橋クリニック院長。精神保健指定医。精神科専門医・指導医。精神科治療学編集顧問。

## 人物
1989年には境界性パーソナリティ障害(BPD)患者が引き起こす操作性に対して、医療機関が対応する際の指針を簡潔に提示した『ボーダーラインシフト(BLS)』を提唱し、後の精神科医療におけるBPD対応の標準化に多大な影響を与えた。また、精神療法のスーパービジョン等を通じて、長年に渡り専門医の教育に力を注いでいる。パーソナリティ障害臨床の第一人者である。著書は専門書多数。

## 受賞歴
- 1986年（昭和61年） - 島崎・島薗学術賞

## 学会
- 日本精神病理学会評議員
- 日本うつ病学会評議員
- 日本芸術療法学会評議員
- 日本外来臨床精神医学会理事、元会長
- 日本外来精神医療学会理事、元会長[5]

| 学職                                                                    | 学職                                                                               | 学職                                                              |
| ----------------------------------------------------------------------- | ---------------------------------------------------------------------------------- | ----------------------------------------------------------------- |
| 先代 山田和夫 第13回：2013年2月17日 東京医科歯科大学                    | 日本外来臨床精神医学会会長 第14回：2014年2月16日 東京医科歯科大学                  | 次代 市川光洋 第15回：2015年 東京医科歯科大学                     |
| 先代 澤温 第3回：2003年7月19日 - 2003年7月20日 ホテルオオサカサンパレス | 日本外来精神医療学会会長 第4回：2004年7月17日 - 2004年7月18日 ホテルメトロポリタン | 次代 山口直彦 第5回：2005年7月23日 - 2005年7月24日 神戸国際会議場 |

## 著書

### 単著
- 『精神科・治療と看護のエッセンス』星和書店、1981年。ISBN 9784791100613。
- 『空間の病い 分裂病のエソロジー』海鳴社、1984年。ISBN 9784875250241。
- 『心の地図〈上〉—こころの障害を理解する』星和書店、1997年。ISBN 9784791103553。
- 『心の地図〈下〉—こころの障害を理解する』星和書店、1997年。ISBN 9784791103560。
- 『図解決定版 パーソナリティ障害を乗りこえる！正しい理解と最新知識』日東書院本社、2011年。ISBN 9784528012424。
- 『ダイエット依存症を乗りこえる！正しい治し方と知識』日東書院本社、2012年。ISBN 9784528016996。

### 共著
- 村上靖彦、永田俊彦、市橋秀夫、中安信夫『座談 精神科臨床の考え方—危機を乗り越えるべく』メディカルレビュー社、2005年。ISBN 9784896008265。

### 監修
- 『パーソナリティ障害(人格障害)のことがよくわかる本』講談社、2006年。ISBN 9784062594080。
- 『境界性パーソナリティ障害は治せる！正しい理解と治療法』大和出版、2013年。ISBN 9784804762234。

### 一部監修
- 『ポジうつ！「うつ友達」がいれば、ポジティブに生きられる！Yes, we can！』マガジンハウス、2007年。ISBN 9784838717484。

### 編著
- 『分裂病の精神病理と治療 7 経過と予後』星和書店、1996年。ISBN 9784791103201。
- 『精神科臨床ニューアプローチ 5 パーソナリティ障害・摂食障害』メジカルビュー社、2006年。ISBN 9784758302302。
- 『精神科臨床ニューアプローチ 1 症候から見た精神医学』メジカルビュー社、2007年。ISBN 9784758302265。

### 共編
- 『精神科プラクティス 第4巻 コンサルテーション・リエゾン精神医学』星和書店、1996年。ISBN 9784791103232。

### 共編著
- 『精神科エマージェンシー』中外医学社、1991年。ISBN 9784498028722。
- 『精神科プラクティス 第1巻 精神分裂病』星和書店、1991年。ISBN 9784791102150。
- 『精神科プラクティス 第5巻 器質性・外因性精神障害のとらえ方』星和書店、1992年。ISBN 9784791102457。
- 『精神科エマージェンシー 第2版』中外医学社、1994年。ISBN 9784498028739。（初版のコンパクト版）

### 分担執筆
- 『分裂病の精神病理 11』東京大学出版会、1982年。ISBN 9784130610919。
- 『分裂病の精神病理 12』東京大学出版会、1983年。ISBN 9784130610926。
- 『中井久夫著作集 別巻1 H・NAKAI 風景構成法』岩崎学術出版社、1984年。ISBN 9784753384136。
- 『分裂病の精神病理 13』東京大学出版会、1984年。ISBN 9784130610933。
- 『精神神経科マニュアル』朝倉書店、1988年。ISBN 9784254321180。
- 『精神分裂病—基礎と臨床—』朝倉書店、1990年。ISBN 9784254321395。
- 『分裂病の精神病理と治療 5』星和書店、1993年。ISBN 9784791102587。
- 『精神科症例集 第1巻 精神分裂病 I 精神病理』中山書店、1994年。ISBN 9784521450216。
- 『精神医学レビューNo.11 ヒポコンドリー（心気）』ライフ・サイエンス、1994年。ISBN 9784898011010。
- 『臨床精神医学講座 第3巻 精神分裂病 II』中山書店、1997年。ISBN 9784521490212。
- 『分裂病の精神病理と治療 8 治療の展開』星和書店、1997年。ISBN 9784791103591。
- 『新・病気とからだの読本 4 脳・神経と精神の病気』暮しの手帖社、2001年。ISBN 9784766000719。
- 『今日のうつ病 治療と研究への最新アプローチ』アルタ出版、2004年。ISBN 9784901694100。
- 『精神科臨床ニューアプローチ 4 統合失調症と類縁疾患』メジカルビュー社、2005年。ISBN 9784758302296。
- 『うつ病診療のコツと落とし穴』中山書店、2005年。ISBN 9784521672212。
- 『TODAY'S THERAPY 2006 今日の治療指針 私はこう治療している』医学書院、2006年。ISBN 9784260001014。
- 『気分障害』医学書院、2008年。ISBN 9784260005678。
- 『現代医療文化のなかの人格障害 新世紀の精神科治療 5 新装版』中山書店、2008年。ISBN 9784521730813。
- 『こころの科学セレクション こころの病気のセルフチェック』日本評論社、2011年。ISBN 9784535561052。

## 関連人物
- 島崎敏樹
- 島薗安雄
- 宮本忠雄
- 小田晋
- 中井久夫
- 村上靖彦
- 永田俊彦
- 中安信夫
- 井原裕
- 牛島定信
- 皆川邦直
- 上島国利
- 岡野高明
- 山崎久美子